# Fiesta de la Música

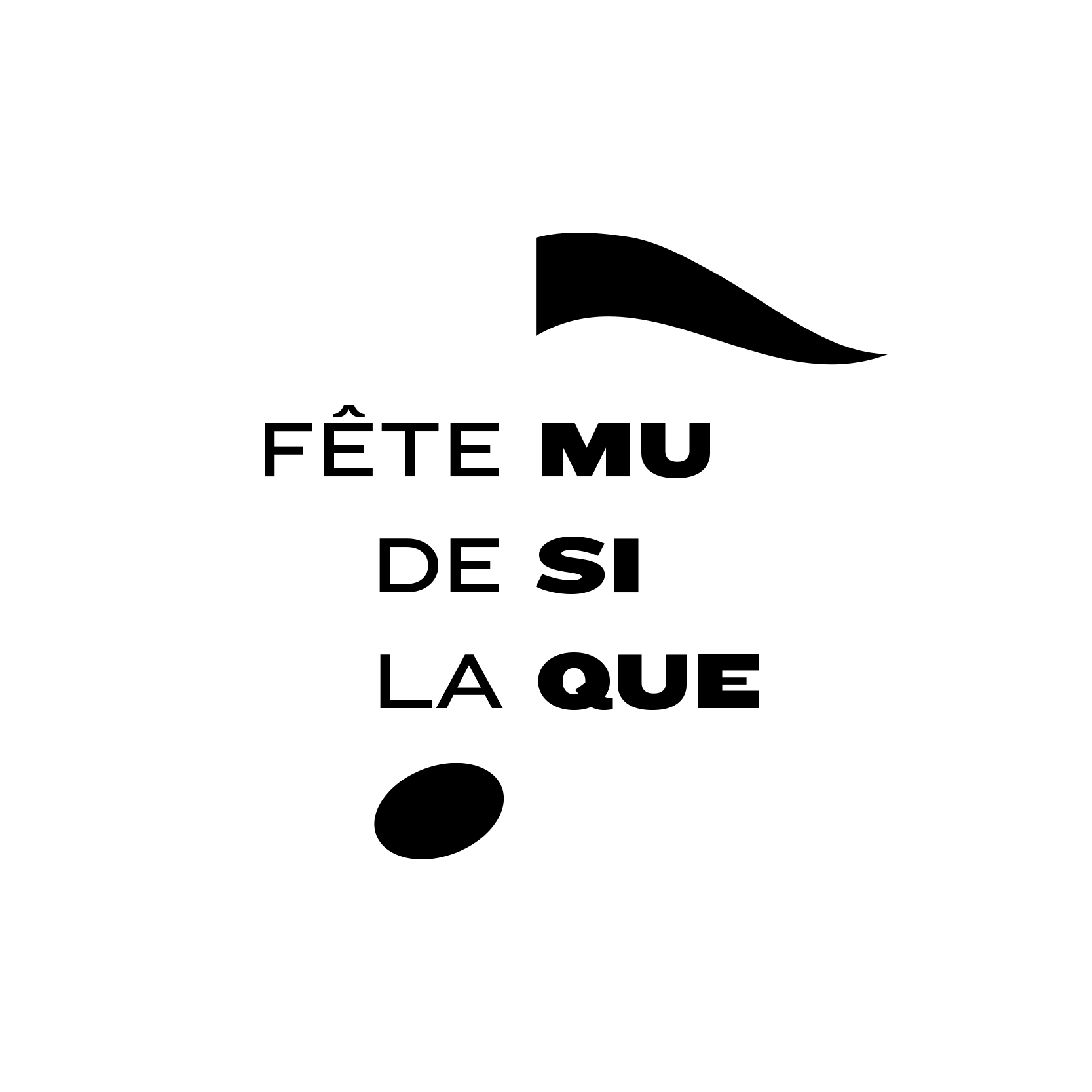
Logo Fiesta de la Música 2017.

La Fiesta de la Música (originalmente Fête de la Musique, en francés) es una celebración internacional que se realiza el 21 de junio. Su objetivo es promocionar la música de dos maneras: la primera, que los músicos aficionados salgan voluntariamente a tocar a la calle y la segunda, la organización de conciertos gratuitos en los que el público tenga la oportunidad de presenciar a sus artistas preferidos sin importar el estilo ni origen.
Fuera de Francia, donde es originaria, la Fiesta de la Música tomó una amplitud considerable haciéndose un acontecimiento nacional en varios países (como Luxemburgo, Italia, Grecia, Perú o Ecuador), también ha sido llevada a grandes metrópolis como Nueva York, Berlín y Ciudad de México. Adaptándose a las especificidades culturales de cada país, la Fête de la Musique supo inventarse, reinventarse y hacerse una manifestación musical internacional emblemática. En 2016, se celebró en más de 120 países.

## Valores de la Fiesta de la Música
La Fiesta de la Música es un evento al aire libre, sin ánimo lucrativo, que se celebra en las calles, las plazas, los parques públicos, los edificios, los vestíbulos de algunas estaciones, etc. Todos los músicos son invitados a tocar voluntariamente y todas las interpretaciones son gratuitas para el público. El festival tiene la intención de transformar o abrir excepcionalmente algunos lugares que tradicionalmente no serían utilizados como sedes musicales, por ejemplo: museos, hospitales, edificios públicos, etc.
La gratuidad de los conciertos, el apoyo de SACEM, el interés de los medios de comunicación, el apoyo de las entidades gubernamentales y el incremento del interés por parte del público, hicieron que, en algunos años, la Fête de la Musique se hiciera una de las más grandes manifestaciones culturales francesas.

## Historia

### Origen
La idea de la fiesta de la música fue previamente imaginada por el músico estadounidense Joel Cohen, en 1976, quien trabajaba entonces para Radio France/France Musique (Francia Música). Cohen proponía para este canal los Saturnales de la Musique el 21 día de junio y el 21 de diciembre durante los dos solsticios. Quería que los grupos de música tocaran el 21 de junio en la noche. Su proyecto fue realizado el 21 de junio en 1976 en Toulouse.[cita requerida]
Después de las elecciones presidenciales de 1981, Jack Lang, ministro de la cultura, nombra a Maurice Fleuret como director de la música y del baile. Maurice Fleuret comparte sus reflexiones sobre la práctica musical y su desarrollo y establece los fundamentos de una nueva concepción: “la música es una manifestación popular y tiene que estar abierta a todo el mundo”. Evoca una “revolución” en el ámbito de la música, que reúne todos los estilos musicales —sin jerarquía de género u origen— en “un consejo de búsqueda” de lo que llamaba “una liberación sonora, una embriaguez, un vértigo, que son más auténticos, más íntimos, más expresivos que el arte”.
La Fiesta de la Música fue creada oficialmente en 1982. Su primera edición fue el 21 de junio de 1982, la idea fue adoptada por Maurice Fleuret y organizada por primera vez el 21 de junio de 1982, por la iniciativa de Jack Lang, quien era entonces ministro de la cultura. Los músicos fueron invitados a salir a las calles del país para a tocar entre las 20:30 y las 21:00.
Jack Lang estipuló que la Fête de la Musique sería gratuita, abierta a todo el tipo de música “sin jerarquía de géneros y de prácticas” y estaría abierta a todos los franceses.
La Fête de la Musique también porta las nuevas tendencias musicales: renovación de las músicas tradicionales, la globalización de las músicas del mundo, el desarrollo de nuevos géneros, la aparición del rap, la música techno, la música urbana, etc.
La Fiesta de la Música favorece la visibilidad y el acceso a las prácticas artísticas y culturales. Cada año manifiesta su capacidad de evolucionar y de perpetuarse. Procedente del ministerio de la Cultura y de la Comunicación, la Fiesta de la Música se abre y se difunde en el espacio público, con público y para el público.

### La Fiesta Europea de la Música
La Fiesta de la Música comienza a exportarse en 1985, con ocasión del Año europeo de la Música y se desarrolla desde ahora en adelante en el marco de la carta, «La Fête Européenne de la Musique», firmada en Budapest en 1997. Los principios de esta carta se aplican en lo sucesivo a todos los países, incluido fuera de Europa, que desean asociarse con la Fête de la Musique. Y en menos de diez años, la Fiesta de la Música es repetida en ochenta y cinco países, sobre los cinco continentes.
1. La Fiesta europea de la Música se celebra cada año, el 21 de junio, día del solsticio de verano.
2. La Fiesta europea de la Música es una celebración de la música viva destinada a valorizar la amplitud y la diversidad de las prácticas musicales, en todos los géneros musicales.
3. La Fiesta europea de la Música es una llamada a la participación espontánea y gratuita que se dirige a todos los individuos o los conjuntos musicales que practican el canto o la interpretación instrumental, con el fin de incluir tanto a los aficionados como a los músicos profesionales.
4. Todos los conciertos son gratuitos para el público.
5. La Fiesta europea de la Música una manifestación que se lleva a cabo mayoritariamente al aire libre en espacios públicos.
6. Lugares cerrados también pueden asociarse si se practica la regla del acceso gratuito al público.
7. La Fiesta europea de la Música es un día excepcional para toda la músicas y todos los públicos. Los co-organizadores se comprometen en promover la práctica musical y la música, sin fin lucrativo.
8. Los co-organizadores se comprometen en respetar el espíritu y los principios fundadores de la Fiesta europea de la Música tales como están enunciados en esta carta.[4]

### Elección del 21 de junio
El 21 de junio fue elegido porque coincide con el solsticio de verano en el hemisferio norte. La coincidencia con el solsticio de verano simboliza el triunfo de la naturaleza a través de este día festivo, a la imagen de las fiestas paganas dedicadas a la naturaleza o a las cosechas desde la Antigüedad (entre las cuales las fiestas de San Juan y otras fiestas populares, donde un gran fuego era encendido toda la noche del 21 de junio).

## Fiesta de la Música en el Mundo
Esta fecha, originalmente conocida como Fête de la Musique, es una celebración que ha sido adoptada por unos 120 países de todo el mundo, convirtiéndose en un evento internacional donde músicos de todos los géneros y niveles salen a las calles para ofrecer conciertos gratuitos y compartir la música con el público.

### Alemania
La idea de adaptar la fiesta de la música a Alemania, fue evocada primero en Múnich. Por lo tanto, es en la ciudad de Berlín, en 1995 que se organizaron los primeros conciertos sobre el modelo de esta fiesta. Desde 2001, cada vez más ciudades la celebran con regularidad.

### Canadá
A partir de 2008, la ciudad de Quebec adopta la fiesta de la música bajo la égida de art dans la ville (‘arte en la ciudad’) y adopta el mismo modelo de la fiesta francesa.

### Estados Unidos
En Nueva York, la primera Fiesta de la Música fue organizada en 2006, fue llevada a cabo por Aaron Friedman. La edición del 2009 tuvo alrededor de 900 grupos inscritos que tocaron en diferentes distritos alrededor de la Gran Manzana.

### México
En México, la Fiesta de la Música se organiza desde 2003. La Fiesta de la Música ha tenido un lugar gracias a la Alianza Francesa, institución que promueve el idioma y la cultura francesa, que cada año gestiona en su mayoría los festivales en algunos estados de la república como Puebla, Ciudad de México. En el caso de Guadalajara se realiza en colaboración de Alianza Francesa, Universidad Libre de Música, con inversión y programación de la Dirección de Cultura del Ayuntamiento de Guadalajara (donde la sede ha sido el Paseo Chapultepec y el Parque Agua Azul). La edición 2018 se llevará a cabo en Guadalajara, dentro del Parque Agua Azul con 3 escenarios abarcando variedad de géneros y la emblemática Concha Acústica será la sede del escenario principal, todo esto el 2 de junio.
En 2022 es organizada por primera vez en México de manera oficial por la fundación NAMM con el apoyo de grupo Gonher Instrumentos Musicales, distribuidor de instrumentos y equipos de audio en el país, contando con algunas sedes en la Ciudad de México y la ciudad de Torreón, Coah.

### Chile
En Chile, esta fiesta se denominó "Día de la música chilena", se celebra en el mes de octubre y desde 2015 que se añade el natalicio de Violeta Parra. Esta conmemoración invita a celebrar a los creadores que han contribuido a la música chilena, además, es una instancia para reflexionar respecto al presente y futuro de la música y la cultura nacional.

## Temas
- Día Mundial de la Música - Fête de la Musique

- 2000: Music without borders,[15] ('Música sin fronteras')
- 2006: La francophonie,[15] ('La francofonía')
- 2007: Youth,[15] ('Juventud')

- 2012: Pop is fifty years old,[15] ('El pop cumple cincuenta años')
- 2018: Sin tema[16]
- 2020: Music, The Joy Of Life In Uncertain Times,[17][18]('Música, la alegría de la vida en tiempos inciertos')

- 2023: Music on the intersections,[19] ('Música en las intersecciones')

## Otras celebraciones
Existen otras celebraciones que también conmemoran la música:
- El Día Internacional de la Música: se celebra anualmente el 1 de octubre desde 1975, establecido por el Consejo Internacional de la Música (IMC) en ese mismo año.
- El Día del Músico o Día Internacional del Músico: También conocido en la tradición cristiana como de Día de Santa Cecilia, patrona de los músicos, es muy popular en España y otros países como, Italia, México, Argentina, Colombia, Chile. Se celebra el 22 de noviembre y sule ir asociada a conciertos, misas y diversos eventos musicales organizados por bandas, coros y escuelas de música en honor a la santa.